# Tiamat (groupe)
Pour les articles homonymes, voir Tiamat (homonymie).
 (juin 2019).
Tiamat est un groupe de metal gothique suédois, originaire de Täby. Leur style musical est parfois classé dans le metal atmosphérique, parfois dans le metal gothique en fonction des albums, le groupe ayant beaucoup évolué au cours des années.

## Biographie

### Sumerian Cry(1989-1990)
Le groupe Tiamat est formé en 1988 en Suède, des cendres du groupe de black metal Treblinka. Johan Edlund (chant, guitare, clavier), est accompagné de Jorgen Thullberg (basse), Stefan Lagergren (guitare) et Andres Holmberg. Leur premier album studio, Sumerian Cry, est publié en 1990. En 1991, à l'occasion de leur signature chez Century Media Records, ils accueillent Thomas Petersson (guitare) et Niklas Ekstrand (batterie), puis sortent The Astral Sleep.

### The Astral SleepetClouds(1991-1992)
Tiamat signe au label Century Media Records ; il se lance dans une tournée européenne avec Unleashed, et part avec Death en tournée en Allemagne. Century Media publie un split intitulé In the Eyes of Death qui fait participer Tiamat, Unleashed, Asphyx, Grave et Loudblast
Un autre album studio est enregistré aux Woodhouse Studios de Dortmund, et produit par Waldemar Sorychta, guitariste du groupe polonais Grip Inc. Cet album, intitulé The Astral Sleep, est publié en septembre 1991 par Century Media. Ils partent ensuite en tournée avec Unleashed et Samael en Europe. En avril l'année suivante, en 1992, ils partent en tournée avec Cannibal Corpse, Death et Carcass,.
Avant l'enregistrement d'un troisième album studio, Clouds, le groupe comprend Johan Edlund au chant et à la guitare, Thomas Pettersson à la guitare, Johnny Hagel à la basse, Niklas Ekstrand à la batterie, et Kenneth Roos aux claviers. L'album est enregistré aux Woodhouse Studios et publié en septembre 1992 au label Century Media. Un clip vidéo pour la chanson The Sleeping Beauty est tourné et publié.

### WildhoneyetSkeleton Skeletron(1993-1999)
Après Clouds (1992), le clavier Kenneth Roos intègre les rangs de Tiamat, tandis que Thullberg laisse sa place à Johnny Hagel. Vient The Sleeping Beauty - Live In Israel le 5 avril 1994, à la suite duquel Edlund renvoie tout le monde sauf Hagel et intègre Magnus Sahlgren (guitare) et Lars Sköld (batterie),. Quelques mois plus tard, le 1er septembre, Tiamat sort son cinquième opus Wildhoney. Un EP comprenant le premier single, Gaia, est publié et contient six pistes ainsi qu'une reprise de la chanson When You're In de Pink Floyd,.
En 1995, ils partent tous s'installer en Allemagne et Johan Edlund déclare alors être le seul membre officiel de Tiamat. En 1997, nouvelles chaises musicales, résultat : Edlund, Sköld, accompagnés du revenant Petersson et du bassiste Anders Iwers. De tout ça sort finalement Deeper Kind of Slumber, puis Skeleton Skeletron en 1999. Dans cet album, le groupe utilise le texte en français de la fable Le Loup et l’Agneau de Jean de La Fontaine à la fin des chansons As Long as You Are Mine et Lucy.
Peu après, Johan Edlund en profite pour monter une formation parallèle, Lucyfire. L'album This Dollar Saved My Life at Whitehorse sort ainsi le 24 avril 2001.

### Nouveaux albums (1998-2011)

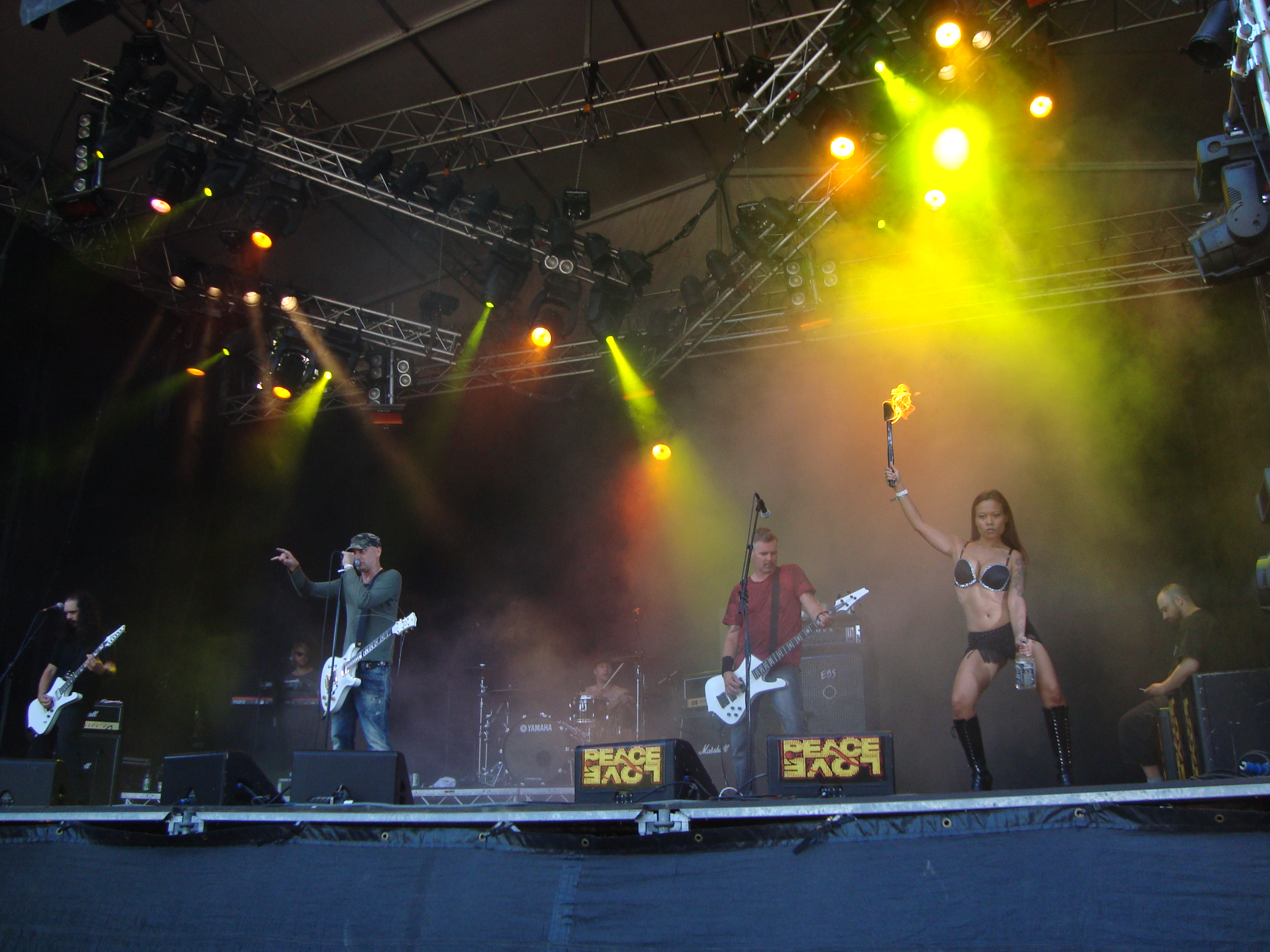
Tiamat au Peace and Love, en 2009.

Un an plus tard, Tiamat remet le couvert avec une neuvième œuvre intitulée Judas Christ (2002). Suit Prey en 2004. Depuis, le groupe reste stable et sort deux nouveaux albums, Church of Tiamat (2004-2005) et Commandments an Anthology (2007). Le groupe signe au label Nuclear Blast Records en 2007.
En 2008, cinq ans après Prey, sort l'album Amanethes. Enregistré en Grèce, il peut être vu comme une synthèse des diverses époques du groupe, allant des morceaux les plus violents (incursion dans le black metal sur Equinox of the Gods) aux ambiances planantes où se sent l'héritage de Pink Floyd (Meliae) en passant par les ambiances gothiques. Quelques morceaux utilisent des instruments et sonorités de la musique grecque (Raining Dead Angels, Misantropolis). La voix de Johan Edlund y oscille entre le chant éraillé des débuts (plus clair toutefois qu'à cette époque) et la voix gutturale des précédents albums. Une tournée européenne est organisée au printemps 2009.

### The Scarred People(depuis 2012)
En 2012, The Scarred People, Napalm Records, un nouvel opus très atmosphérique, piochant même dans la musique ésotérique, voire méditative, le digne successeur de Deeper Kind of Slumber en termes de compositions alambiquées, atmosphériques, progressives et planantes. En tournée ils jouent une bonne partie de leur répertoire reprenant même The Sleeping Beauty au Trabendo.
En parallèle à Tiamat, Johan Edlund forme Lucyfire qui est le projet solo de son principal membre et chanteur. Lucyfire est un projet où Johan dépose tous les morceaux plus gothic rock qui ne conviennent pas à son autre groupe. Lucyfire fait des compositions plus accessibles et les influences de groupes comme Depeche Mode ou The Sisters of Mercy se font sentir. Le groupe n’a sorti qu’un album en 2001, This Dollar Saved My Life at Whitehorse et ne s’est produit qu’une seule fois en live. Un prochain opus était prévu pour 2008, mais il n’est toujours pas sorti, et le groupe ne donne plus signe de vie.
Le bassiste Anders Iwers remplace Leif Edling lors des concerts de Candlemass et Avatarium en 2014 et 2015. Il rejoint Dark Tranquillity en 2016.

## Membres

### Membres actuels
- Johan Edlund - chant, guitare, claviers
- Anders Iwers - basse
- Lars Sköld - batterie

### Anciens membres
- Thomas Wyreson (Petersson ; a changé de nom après son mariage) - guitare
- Niklas Ekstrand - batterie
- Jorgen Thullberg - basse
- Johnny Hagel - basse
- Kenneth Roos - claviers
- Stefan Lagergren - guitare
- Magnus Sahlgren - guitare
- Andres Holmberg - batterie

## Discographie

### Albums studio
- 1990 : Sumerian Cry
- 1991 : The Astral Sleep
- 1992 : Clouds
- 1994 : Wildhoney
- 1997 : A Deeper Kind of Slumber
- 1999 : Skeleton Skeletron
- 2002 : Judas Christ
- 2003 : Prey
- 2008 : Amanethes
- 2012 : The Scarred People

### Autres
- 1990 : A Winter Shadow (démo)
- 1993 : The Sleeping Beauty - Live In Israel (live)
- 1994 : Gaia (EP)
- 1995 : The Musical History of Tiamat (live/compilation 2 disques)
- 1997 : Cold Seed (single)
- 1999 : For Her Pleasure (EP)
- 1999 : Brighter than the Sun (single)
- 2002 : Vote For Love (single)
- 2003 : Cain (single)
- 2006 : The Church of Tiamat (DVD)
- 2007 : Commandments (compilation)

## Vidéographie
- 2003 : Cain, tiré de Prey, réalisé par Patric Ullaeus (clip)